# موتوكروس
موتوكروس هو شكل من أشكال سباقات الدراجات النارية على الطرق الوعرة تقام لإي حلبات مغلقة على الطرق الوعرة تطورت الرياضة من مسابقات تجارب الدراجات النارية التي أقيمت في المملكة المتحدة.